# سونات‌های ویولنسل شماره ۴ و ۵ (بتهوون)
سونات‌های ویولنسل شماره ۴ و ۵ اُپوس ۱۰۲، دو سونات دونوازی برای ویولنسل و پیانو اثر لودویگ فان بتهوون است که آهنگساز، هردو را، به‌طور هم‌زمان، در سال ۱۸۱۵، تصنیف کرده و در ۱۸۱۷ منتشر شده‌است. این دو اثر، که دو سونات پایانی از پنج سونات ویولنسلِ بتهوون‌اند، جزو آثار دورهٔ نخستِ آهنگسازیِ او هستند.
بتهوون هردو اثر را به کُنتِس ماری فون اِردودی (آنا ماریا اِردودی)‏ (Marie von Erdődy)، از دوستان نزدیک و محرم خود، تقدیم کرده‌است.

## تاریخچهٔ اثر
بتهوون این دو سونات را در میانهٔ اواخرِ سال ۱۸۱۲ تا سال ۱۸۱۷ تصنیف کرد. آهنگسازِ بیمار، در آن دوران با انواع سختی‌ها و مشکلات دست‌به‌گریبان بود. بتهوون در حال تجربه کردنِ دوره‌ای از سکوت جسمی و روحی بود؛ زیرا وضع شنوایی او هم رو به وخامت نهاده بود و بازده حرفه‌ای‌اش به‌شدت نقصان گرفته بود.
هفت سال از تصنیفِ سونات ویولنسل شماره ۳ در لا ماژورِ او گذشته بود و اینک، با پیچیدگیِ ترکیب و نشانه‌های خیال‌انگیزِ آثارِ این سال‌ها، دورهٔ سوم آهنگسازی‌اش آغاز شده بود؛ به‌ویژه این‌که او به‌تازگی سونات پیانو اپوس ۱۰۱ در لا ماژورِ خود را هم ساخته بود.
منتقدانِ آن روزگار، که اغلب با آخرین ساخته‌های بتهوون درگیر بودند، سونات‌هایی از این دست را در روزنامهٔ عمومیِ موسیقی این‌چنین توصیف کرده‌اند:
«آنان نه‌تنها به فرم، بلکه به شیوهٔ بهره‌گیری از پیانو نیز واکنش‌های غیرمنتظره و غیرعادی نشان می‌دهند…: ما هرگز نتوانسته‌ایم خود را برای اجرای این دو سونات آماده کنیم؛ اما این تصنیف‌ها شاید پیوندی ضروری به مجموعه‌ای از آثار بتهوون باشد که دستِ او ما را بدان رهنمون می‌شود تا با آثاری متفاوت از استاد روبه‌رو شویم.
گرچه دو سونات ویولنسلِ شماره ۴ و ۵ کمتر از سونات ویولنسلِ شماره ۳ اجرا شده‌اند، اکنون آثاری ثابت در فهرستِ آثار قابل‌اجرا و دل‌پذیر برای ویولنسل و پیانو قرار داشته باشند.

## ساختار

### سونات ویولنسل شماره ۴، اپوس ۱۰۲ شماره ۱
1. آندانته - آلگرو ویواچه
2. آداژیو – تِمپو آندانته – آلگرو ویواچه

#### نمونه‌های شنیداری
|  |  |  |

### ساختار سونات ویولنسل شماره ۵، در رِ ماژور، اپوس ۱۰۲ شمارهٔ ۲
1. آلگرو کُن بریو
2. آداژیو کُن مولتو سِنتیمِنتو دافّتّو – آتّاکا
3. آلگرو – آلگرو فوگاتا

سونات شماره ۵، در عین این‌که ملموس‌تر و دست‌یافتنی‌تر از سوناتِ شماره ۴ است، فوگِ پایانیِ آن، فوگِ پایانیِ آثاری چون سونات هامِرکلاویِر (سونات پیانوی شماره ۲۹) (در سی بِمُل ماژور، ۱۸۱۹) و کوارتت‌های زهیِ پایانیِ بتهوون را تداعی می‌کند.